# Nurhaci
Nurhaci (21 de febrero de 1559 - 30 de septiembre de 1626) fue el fundador de la Dinastía Jin Posterior, que sería renombrada como Dinastía Qing desde 1636. Fue un líder yurchen (manchú) un miembro del clan de la tribu Gioro de río Suksuhu. Se decía descendiente de Mongke, un jefe mongol-Yurchen que vivió unos dos siglos antes. Según fuentes chinas, el joven se crio como un soldado en el hogar de un general de la dinastía Ming Li Chengliang en Fushun, donde aprendió chino. Llamó a su clan Aisin Gioro alrededor de 1612, cuando ascendió al trono formalmente como Khan del Jin posterior.

## Biografía
En 1582 su padre Taksi y su abuelo Giocangga fueron asesinados en un ataque en Gure (hoy un pueblo en Xinbin) por un jefe rival de Jurchen Nikan Wailan (Nikan Wailan significa «Secretario de los chinos» en idioma Jurchen, por lo tanto su existencia se sospecha por algunos historiadores), encabezado por Li Chengliang. Al año siguiente, Nurhaci comenzó a unificar las bandas de Jurchen en torno a su área.
En 1584, cuando tenía 25 años, atacó a Nikan Wailan en Tulun (hoy un pueblo en Xinbin también) para vengar la muerte de su padre y su abuelo, quienes se dice que le dejaron nada más que trece trajes de armadura. Nikan Wailan huyó a Erhun, que fue atacada por el Nurhaci de nuevo en 1587. Nikan Wailan en este momento huyó a territorio de Li Chengliang. Más tarde, como una manera de forjar una relación, Li entregó a Nikan Wailan a Nurhaci, que decapitó a Nikan Wailan inmediatamente. Con el apoyo de Li, Nurhaci aumentó gradualmente su fuerza en los años siguientes.
En 1593, los nueve aliados de tribus Yehe, Hada, Ula, Hoifa, Khorchin, Sibe, Guwalca, Jušeri, y atacó a Neyen Nurhaci pero todos fueron derrotados por completo en la batalla de Gure.
Desde 1599 hasta 1618, Nurhaci comprometido en una campaña en la conquista de las cuatro Hulun tribus. En 1599, atacó el Hada, finalmente, la conquista del Hada en 1603. Luego, en 1607, con la muerte de su Beile Baindari, Hoifa fue conquistado, seguido de una expedición contra Ula y su Beile Bujantai en 1613 y finalmente derrotó a Yehe y su Beile Gintaisi en el batalla de Sarhu en 1619.
En 1599, llamó a dos de sus traductores, Erdeni Bagshi y Jarguchi Dahai, para crear el alfabeto manchú mediante la adaptación del alfabeto Mongol.
En 1606, se le concedió el título de Kundulun Khan de los mongoles.
En 1616, Nurhaci fue declarado Khan (el rey) y fundó la dinastía Jin ( Aisin Gurun), a menudo llamada la Jin Posterior. Él construyó un palacio en Mukden (actual Shenyang) en la provincia de Liaoning. (La anterior Dinastía Jin del siglo XII, también había sido formado por los manchúes. Jurchen) Jin fue renombrado Qing por su hijo Hong Taiji después de su muerte en 1626, pero es Nurhaci quien normalmente se conoce como el fundador de la dinastía Qing.
Sólo después de que él se convirtió en Khan hizo que finalmente se unificaran el Ula (clan de su esposa Abahai, se mencionan a continuación) y el Yehe (clan de su esposa Monggo, junto con el último emperatriz viuda Cíxǐ consortes, y muchos más de los emperadores Qing en el medio).
En 1618, Nurhaci encargó un documento titulado siete quejas en el que se enumeran siete quejas en contra de las dinastías Ming y comienza a rebelarse contra la dominación de la dinastía Ming. La mayoría de las quejas en contra de los conflictos abordados Yehe y el favoritismo de los Ming Yehe.

## Política
Nurhaci llevó muchos compromisos con éxito en contra de la dinastía Ming, en Corea, en mongolia, y de otro tipo Jurchen clanes, en gran medida ampliando el territorio bajo su control. Finalmente en 1626 Nurhaci sufrió la primera derrota militar seria de su vida en las manos del general Ming Yuan Chonghuan. Nurhaci fue herido por el cañón portugués Yuan (红衣 大炮) en la [batalla [de Ningyuan.]] No se pudo recuperar, ya sea física o mentalmente, murió 2 días después en un pequeño pueblo llamado De-A Man (叆 福 陵 隆恩 门) el 30 de septiembre, a la edad de 68 años. Su tumba  se encuentra al este de Shenyang.
Entre las contribuciones más duraderas que Nurhaci dejó a sus descendientes fue el establecimiento de las llamadas ocho banderas, que finalmente forman la columna vertebral de las fuerzas armadas, que dominaron el imperio Qing. El estado de las banderas no ha cambiado mucho a lo largo de toda la vida Nurhaci, ni en reinados posteriores, permaneciendo en su mayoría bajo el control de la familia real. Las dos banderas amarillas de la élite estuvieron siempre bajo el control de Nurhaci. Las dos banderas azules fueron controlados por el hermano de Nurhaci, Šurhaci hasta que él murió, momento en el que las banderas azules se les dio a dos hijos de Šurhaci-Chiurhala y Amin. El hijo mayor Nurhaci Cuyen controlada la bandera blanca durante la mayor parte del reinado de su padre - hasta que se rebeló. A continuación, la bandera blanca con bordes se le dio a su nieto Nurhaci y la llanura blanca fue dada a su octavo hijo y heredero, Hong Taiji. Sin embargo, a finales del reinado de Nurhaci, Hong Taiji controlaba ambas banderas blancas. Por último, la Bandera Roja era dirigida por Daishan segundo hijo de Nurhaci. Más tarde, en el reinado de Nurhaci, la bandera roja con bordes se le dio a su hijo. Daishan y su hijo seguirá la celebración de las dos banderas rojas hasta bien entrado el final del reinado de Hong Taiji.
Como se ha señalado, Nurhaci fue sucedido por su octavo hijo, Hong Taiji. Se dice de Hong Taiji tomó el trono al coaccionar a la tercera consorte de su padre Abahai para que se suicidase, con el fin de bloquear la sucesión de su hermano menor Dorgon. La razón era necesaria, la intriga es que Nurhaci había salido de las dos banderas amarillas de la élite de Dorgun y Dodo, que eran los hijos de Abahai. Hong Taiji intercambió el control de sus dos banderas blancas por la de las dos banderas amarillas, cambiando su influencia y el poder de sus hermanos pequeños en sí mismo. Al mismo tiempo, obligando a Abahai seguir a su marido en la muerte, ha asegurado que no habría nadie para apoyar a Dorgon de 15 años de edad o a Dodo de 14 años de edad.